# Liste des maires de Sète
La liste des maires de Sète présente la liste des maires de la commune française de Sète, située dans le département de l'Hérault en région Occitanie.

## L'Hôtel de ville

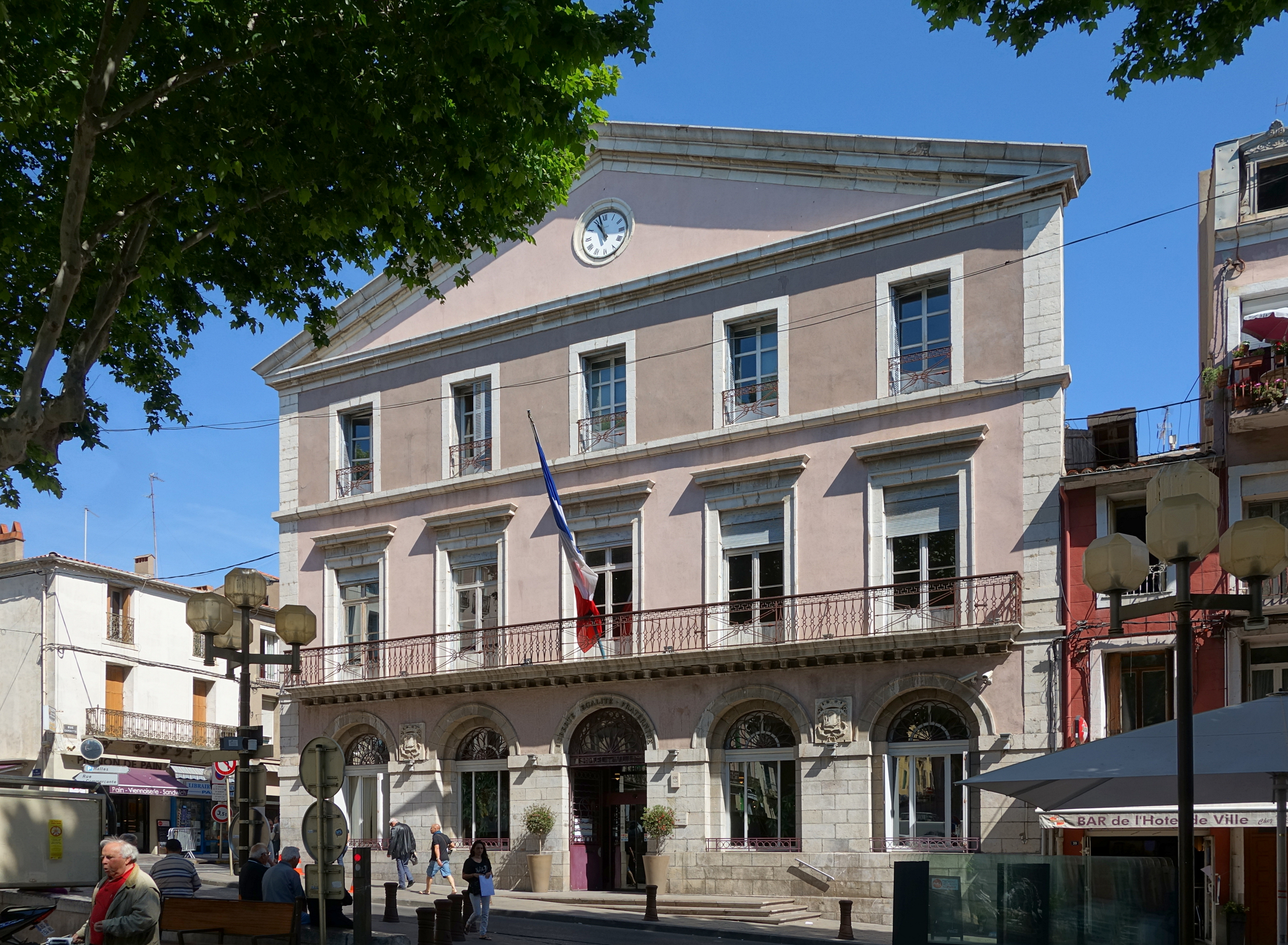
L'hôtel de ville.

## Liste des maires

### Sous l'Ancien Régime
| Période           | Période | Identité              | Étiquette | Qualité                        |
| ----------------- | ------- | --------------------- | --------- | ------------------------------ |
| 1685              | 1691    | Étienne Peyre         |           | Chirurgien                     |
| 1691              | 1692    | Pierre Caraussan      |           |                                |
| 18 mai 1692       | 1693    | Simon Pierre Goudart  |           | Lieutenant de justice          |
| 19 avril 1693     | 1700    | Étienne Peyre         |           | Chirurgien                     |
| 20 mai 1700       | 1700    | Guilhaume Varilhes    |           |                                |
| 18 juillet 1700   | 1701    | Antoine Favin         |           | Chirurgien                     |
| 29 juin 1701      | 1702    | François Pouget       |           | Lieutenant de l'amirauté       |
| 29 juin 1702      | 1703    | Étienne Artaud        |           | Viguier                        |
| 29 juin 1703      | 1708    | François Dubois       |           | Capitaine du port              |
| 29 juin 1708      | 1709    | Jean Goudart          |           |                                |
| 30 mai 1709       | 1711    | François Liquier      |           | Inspecteur des travaux du port |
| 29 juin 1711      | 1712    | Antoine Vales         |           | Chirurgien                     |
| 29 juin 1712      | 1713    | Étienne Artaud        |           |                                |
| 1713              | 1714    | Louis Pioch           |           |                                |
| 30 juin 1714      | 1715    | Jacques Ponset        |           |                                |
| 29 juin 1715      | 1716    | M. Gleyze             |           | Marchand                       |
| 29 juin 1716      | 1717    | Pierre Pages          |           | Greffier de l'amirauté         |
| 29 juin 1717      | 1718    | Edmond Fernarie       |           | Marchand                       |
| 29 juin 1718      | 1719    | M. Garonne            |           |                                |
| 29 juin 1719      | 1720    | Jean Goudart          |           | Marchand tonnelier             |
| 29 juin 1720      | 1721    | Guilhaume Ponset      |           |                                |
| 29 juin 1721      | 1722    | François Plegat       |           |                                |
| 29 juin 1722      | 1723    | Pierre Pages          |           | Greffier de l'amirauté         |
| 29 juin 1723      | 1724    | Étienne Dolques       |           | Chirurgien                     |
| 29 juin 1724      | 1725    | Barthélémy Pioch      |           | Boulanger                      |
| 29 juin 1725      | 1726    | Guilhaume Varilhes    |           |                                |
| 29 juin 1726      | 1727    | Simon Serre           |           |                                |
| 29 juin 1727      | 1728    | François Favin        |           |                                |
| 29 juin 1728      | 1729    | Joseph Barral         |           |                                |
| 29 juin 1729      | 1730    | François Dardiller    |           | Commissaire d'artillerie       |
| 29 juin 1730      | 1731    | Michel Tudesq         |           | Chirurgien                     |
| 29 juin 1731      | 1732    | Pierre Cauvy          |           | Régent des écoles              |
| 29 juin 1732      | 1733    | Jean Ponset           |           |                                |
| 29 juin 1733      | 1738    | Pierre Martin         |           |                                |
| 5 février 1738    | 1740    | Guilhaume Ponset      |           |                                |
| 24 juin 1740      | 1742    | Guillaume Vareille    |           |                                |
| 24 juin 1742      | 1745    | Louis Tudesq          |           | Chirurgien                     |
| 24 juin 1745      | 1746    | Henri Jausserand      |           |                                |
| 24 juin 1746      | 1748    | Jean Merle            |           | Avocat                         |
| 24 juin 1748      | 1750    | Jacques Doumet        |           |                                |
| 24 juin 1750      | 1753    | François Favin        |           | Chirurgien                     |
| 24 juin 1753      | 1755    | Joseph Barral         |           | Bourgeois                      |
| 24 juin 1755      | 1757    | Louis Despetit        |           | Marchand                       |
| 24 juin 1757      | 1759    | Charles Louis Garonne |           | Bourgeois                      |
| 24 juin 1759      | 1760    | Louis Bousquet        |           | Marchand                       |
| 24 juin 1760      | 1761    | François Favin        |           | Négociant                      |
| 24 juin 1761      | 1763    | Fulcrand Bruguière    |           | Négociant                      |
| 24 juin 1763      | 1764    | Pierre Cauvy          |           | Marchand                       |
| 24 juin 1764      | 1767    | Jean Moret            |           | Bourgeois                      |
| 24 juin 1767      | 1769    | Claude Coulet         |           | Négociant                      |
| 24 juin 1769      | 1772    | Jean Moret            |           | Bourgeois                      |
| 13 septembre 1772 | 1775    | Claude Coulet         |           | Négociant                      |
| 23 novembre 1775  | 1779    | Jean Isaac Grangent   |           | Inspecteur des eaux de vie     |
| 29 juin 1779      | 1783    | Louis Tudesq          |           | Chirurgien                     |
| 29 juin 1783      | 1789    | Jean Taissier         |           | Avocat                         |
| 20 novembre 1789  | 1790    | Jean-Baptiste Roux    |           | Avocat                         |

### Entre 1790 et 1945
| Période           | Période           | Identité                             | Étiquette           | Qualité |
| ----------------- | ----------------- | ------------------------------------ | ------------------- | --- |
| 27 septembre 1790 | 1791              | Pierre Castilhon                     |                     | Homme de loi et négociant |
| 4 septembre 1791  | 1791              | Étienne Ratye                        |                     | Négociant |
| 3 novembre 1791   | 1792              | Pierre Goudard                       |                     | Notaire |
| 1er avril 1792    | 1793              | François Castilhon                   |                     | Propriétaire |
| 15 juillet 1793   | 1794              | M. Maille aîné                       |                     | Négociant |
| 26 février 1794   | 1794              | Louis Flickwier                      |                     | Négociant |
| 11 juin 1794      | 1795              | Pierre Bousquet                      |                     | Notaire |
| 17 mars 1795      | 1795              | M. Maille aîné                       |                     | Négociant |
| 20 avril 1795     | 1795              | Toussaint Mercier                    |                     | Négociant |
| 25 avril 1795     | 1797              | M. Aymes                             |                     | Agent national |
| 25 mars 1797      | 1799              | M. Pastre                            |                     | |
| 13 juin 1799      | 1799              | M. Aymes                             |                     | Père |
| 22 août 1799      | 1802              | Pierre Bousquet                      |                     | Avocat |
| 16 août 1802      | 1815              | Mathieu Grangent                     |                     | Homme de loi |
| 27 mars 1815      | 1830              | Étienne Ratyé                        |                     | Négociant Député de l'Hérault (1824 → 1830)                                                                                         |
| 22 septembre 1830 | 1832              | Jean Jules Daniel                    |                     | Médecin |
| 18 octobre 1832   | 1835              | Jean Mathieu Charles Mercier         |                     | Négociant, propriétaire Conseiller général de Cette (1833 → 1836)                                                                   |
| 3 juin 1835       | 1837              | Charles Bonjean                      |                     | Courtier maritime, maire provisoire                                                                                                 |
| 11 septembre 1837 | 1843              | Jean-Baptiste Doumet                 |                     | Ancien officier |
| 5 mars 1843       | 1848              | Louis-Barthélémy Reynaud             |                     | Banquier, propriétaire Député de l'Hérault (1846 → 1848) Conseiller général de Cette (1836 → 1852) Chevalier de la Légion d'honneur |
| 28 février 1848   | 1849              | Charles Mercier                      |                     | Négociant |
| 27 février 1849   | 1865              | Émile Doumet                         | Majorité dynastique | Chef d'escadron d'état-major en retraite Député de l'Hérault (1852 → 1863) Conseiller général de Cette (1852 → 1864)                |
| 5 septembre 1865  | 21 avril 1871     | François Jean Louis Rieunier-Vivares |                     | Négociant Conseiller général de Cette (1864 → 1871)                                                                                 |
| 21 avril 1871     | 20 mai 1871       | Noël Guignon (1839-1910)             | Républicain         | Tailleur de pierre Conseiller d'arrondissement (1870 → ?)                                                                           |
| 23 novembre 1871  | 1874              | Jean Michel                          |                     | Tonnelier |
| 23 décembre 1874  | 1876              | Napoléon Doumet-Adanson              |                     | Rentier Conseiller général de Cette (1897)                                                                                          |
| 8 mai 1876        | 1876              | Louis Forest                         |                     | Représentant de commerce |
| 25 juillet 1876   | 1877              | Joseph Espitalier                    | Républicain         | Propriétaire Conseiller général de Cette (1874 → 1880)                                                                              |
| 11 octobre 1877   | 1877              | Émile Dussol                         |                     | Propriétaire |
| 31 décembre 1877  | 1880              | Joseph Espitalier                    | Républicain         | Propriétaire Conseiller général de Cette (1874 → 1880)                                                                              |
| 18 mars 1880      | septembre 1880    | Benjamin Peyret                      |                     | Commis négociant |
| 8 septembre 1880  | 1881              | Théodore Olive                       |                     | Armateur |
| 9 février 1881    | 21 septembre 1881 | Jacques Salis                        |                     | Avocat Député de l'Hérault (1881 → 1910) Conseiller général de Cette (1880 → 1881)                                                  |
| 21 septembre 1881 | 1884              | Marius Vareille                      |                     | Négociant |
| 22 juin 1884      | 10 mai 1888       | Benjamin Peyret                      |                     | Commis négociant |
| 18 mai 1888       | 8 mai 1892        | Antoine Aussenac                     | POF                 | Maître cordonnier |
| 8 mai 1892        | 1895              | Ernest Scheydt (1858-1929)           | Républicain         | Médecin Conseiller général de Cette (1891 → 1897)                                                                                   |
| 8 septembre 1895  | 1er avril 1901    | Honoré Euzet, (1846-1931)            | POF                 | Courtier Conseiller général de Cette (1898 → 1904)                                                                                  |
| 6 février 1902    | 18 juin 1908      | Jean Joseph Molle                    | SFIO                | Avocat |
| 18 juin 1908      | 26 mars 1912      | Honoré Euzet, (1846-1931)            |                     | Courtier |
| 19 mai 1912       | 6 décembre 1919   | Maurice Laurens                      | SFIO                | Négociant en vins |
| 6 décembre 1919   | 19 février 1931   | Honoré Euzet, (1846-1931)            | SFIO                | Courtier Décédé en fonction |
| 22 mars 1931      | 19 mai 1935       | Gaston Escarguel (1903-1973)         | SFIO puis PSdF      | Avocat Conseiller général de Sète (1931 → 1940)                                                                                     |
| 19 mai 1935       | 23 septembre 1940 | Albert Naquet                        |                     | Conseil juridique Révoqué par le gouvernement de Vichy                                                                              |
| 23 septembre 1940 | 24 août 1944      | Georges Domerc                       |                     | Négociant en vins Président de la Chambre de commerce (1934 → 1944)                                                                 |
| 24 août 1944      | 5 octobre 1944    | Albert Naquet                        | CFLN                | Conseil juridique |
| 5 octobre 1944    | 19 mai 1945       | André Cambon                         | SFIO                | Tailleur |

### Depuis 1945
| Période         | Période                  | Identité            | Étiquette                | Qualité |
| --------------- | ------------------------ | ------------------- | ------------------------ | --- |
| 19 mai 1945     | 25 octobre 1947          | Pierre Arraut       | PCF                      | Cheminot Conseiller général de Sète (1945 → 1949) |
| 25 octobre 1947 | 22 mars 1959             | Gaston Escarguel    | MRP                      | Avocat Réélu en 1953 |
| 22 mars 1959    | 15 juin 1973             | Pierre Arraut       | PCF                      | Cheminot Député de l'Hérault (3e circ.) (1967 → 1968 et 1973 → 1978) Conseiller général de Sète (1945 → 1949 et 1961 → 1967) Réélu en 1965 et 1971 Démissionnaire |
| 15 juin 1973    | 19 mars 1983             | Gilbert Martelli    | PCF                      | Assureur Conseiller général de Sète (1967 → 1973) Conseiller général de Sète-2 (1973 → 1988) Réélu en 1977 |
| 19 mars 1983    | 2 avril 1996             | Yves Marchand       | UDF-CDS                  | Avocat Député de l'Hérault (7e circ.) (1993 → 1997) Conseiller général de Sète-1 (1976 → 1988) Réélu en 1984, 1989 et 1995 Mandat écourté après l'annulation du scrutin de 1995 |
| 2 avril 1996    | 23 mars 2001             | François Liberti    | PCF                      | Ancien marin-pêcheur Député de l'Hérault (7e circ.) (1997 → 2007) Conseiller régional de Languedoc-Roussillon (1986 → 1996) Conseiller général de Sète-2 (1988 → 1997 et 2004 → 2015) Conseiller départemental de Sète (2015 → 2016) Élu à la suite d'une élection municipale partielle |
| 23 mars 2001    | 30 avril 2025            | François Commeinhes | RPR puis UMP-LR puis DVD | Médecin gynécologue Sénateur de l'Hérault (2014 → 2017) Conseiller général de Sète-1 (2008 → 2014) Président de Thau Agglo (2003 → 2008 et 2014 → 2016) Président de Sète Agglopôle Méditerranée (2017 → ) Réélu en 2008, 2014 et 2020                                                  |
| 30 avril 2025   | 12/05/2025               | Blandine Authié     | DVD                      | Intérim |
| 12 mai 2025     | En cours (au 13/05/2025) | Hervé Marquès       | DVD                      | |

## Résultats des élections municipales

### Élection municipale de 2020
| Tête de liste                                                   | Tête de liste            | Liste                    | Premier tour | Premier tour | Second tour | Second tour | Sièges | Sièges |
| Tête de liste                                                   | Tête de liste            | Liste                    | Voix         | %            | Voix        | %           | CM     | CC     |
| --------------------------------------------------------------- | ------------------------ | ------------------------ | ------------ | ------------ | ----------- | ----------- | ------ | ------ |
|                                                                 | François Commeinhes *    | DVD-LR-LREM              | 5 364        | 34,85        | 8 033       | 47,09       | 32     | 14     |
| Liste de rassemblement républicain - Sète comme au premier jour |                          |                          | 5 364        | 34,85        | 8 033       | 47,09       | 32     | 14     |
|                                                                 | Véronique Calueba        | PCF-LFI-EÉLV-PA-PP-DVG   | 2 961        | 19,24        | 7 011       | 41,10       | 9      | 4      |
| Alternative sétoise (1er tour) Ensemble pour Sète ! (2d tour)   |                          |                          | 2 961        | 19,24        | 7 011       | 41,10       | 9      | 4      |
|                                                                 | Sébastien Denaja         | PS-LRDG-GE               | 2 718        | 17,66        | 7 011       | 41,10       | 9      | 4      |
| Vivement Sète demain                                            |                          |                          | 2 718        | 17,66        | 7 011       | 41,10       | 9      | 4      |
|                                                                 | Sébastien Pacull         | DVD-RN-DLF-LR diss.      | 2 213        | 14,38        | 2 013       | 11,80       | 2      | 1      |
| Union des droites et des citoyens                               |                          |                          | 2 213        | 14,38        | 2 013       | 11,80       | 2      | 1      |
|                                                                 | Rudy Llanos              | DVD-UDI                  | 1 779        | 11,56        | 2 013       | 11,80       | 2      | 1      |
| Sète notre ville, liste citoyenne et écologiste                 |                          |                          | 1 779        | 11,56        | 2 013       | 11,80       | 2      | 1      |
|                                                                 | William Nicolas          | LREM diss.               | 260          | 1,68         |             |             | 0      | 0      |
| Sète, une ville, des vies                                       |                          |                          | 260          | 1,68         |             |             | 0      | 0      |
|                                                                 | Daniel Pilaudeau         | LO                       | 93           | 0,60         | 0           | 0           |        |        |
| Lutte ouvrière - Faire entendre le camp des travailleurs        |                          |                          | 93           | 0,60         | 0           | 0           |        |        |
|                                                                 |                          |                          |              |              |             |             |        |        |
| Votes valides                                                   | Votes valides            | Votes valides            | 15 388       | 97,05        | 17 057      | 97,20       |        |        |
| Votes blancs                                                    | Votes blancs             | Votes blancs             | 140          | 0,88         | 217         | 1,24        |        |        |
| Votes nuls                                                      | Votes nuls               | Votes nuls               | 328          | 2,07         | 275         | 1,57        |        |        |
| Total                                                           | Total                    | Total                    | 15 856       | 100,00       | 17 549      | 100,00      | 43     | 19     |
| Abstentions                                                     | Abstentions              | Abstentions              | 17 315       | 52,20        | 15 583      | 47,03       |        |        |
| Inscrits / participation                                        | Inscrits / participation | Inscrits / participation | 33 171       | 47,80        | 33 132      | 52,97       |        |        |
| * Liste du maire sortant                                        |                          |                          |              |              |             |             |        |        |

### Élection municipale de 2014
| Tête de liste | Tête de liste          | Liste          | Premier tour | Premier tour | Second tour | Second tour | Sièges | Sièges |
| Tête de liste | Tête de liste          | Liste          | Voix         | %            | Voix        | %           | CM     | CC     |
| --- | ---------------------- | -------------- | ------------ | ------------ | ----------- | ----------- | ------ | ------ |
| | François Commeinhes *  | UMP-UDI (UD)   | 7 273        | 32,86        | 10 841      | 47,63       | 32     | 15     |
| Pour Sète évidemment |                        |                | 7 273        | 32,86        | 10 841      | 47,63       | 32     | 15     |
| | François Liberti       | PCF            | 4 787        | 21,62        | 9 030       | 39,67       | 9      | 4      |
| Avec François Liberti, Puissance Sète, décidons ensemble ! (1er tour) Avec François Liberti, Puissance Sète, le rassemblement (2d tour) |                        |                | 4 787        | 21,62        | 9 030       | 39,67       | 9      | 4      |
| | Philippe Sans          | SE             | 1 820        | 8,22         | 9 030       | 39,67       | 9      | 4      |
| Philippe Sans 2014 - Un maire autrement pour Sète                                                                                       |                        |                | 1 820        | 8,22         | 9 030       | 39,67       | 9      | 4      |
| | Marie-Christine Aubert | FN             | 3 183        | 14,38        | 2 889       | 12,69       | 2      | 1      |
| Sète bleu Marine |                        |                | 3 183        | 14,38        | 2 889       | 12,69       | 2      | 1      |
| | Yves Marchand          | DVD            | 2 291        | 10,35        |             |             |        |        |
| Le parti des Sétois |                        |                | 2 291        | 10,35        |             |             |        |        |
| | André Lubrano          | PS             | 1 305        | 5,89         |             |             |        |        |
| Changeons de cap |                        |                | 1 305        | 5,89         |             |             |        |        |
| | Marie-Thérèse Mattera  | EELV           | 965          | 4,36         |             |             |        |        |
| Verts Sète à venir |                        |                | 965          | 4,36         |             |             |        |        |
| | Rocky Talano           | SE             | 509          | 2,29         |             |             |        |        |
| Ni de droite, ni de gauche, de Sète |                        |                | 509          | 2,29         |             |             |        |        |
| |                        |                |              |              |             |             |        |        |
| Inscrits | Inscrits               | Inscrits       | 31 726       | 100,00       | 31 719      | 100,00      |        |        |
| Abstentions | Abstentions            | Abstentions    | 9 084        | 28,63        | 8 218       | 25,91       |        |        |
| Votants | Votants                | Votants        | 22 642       | 71,37        | 23 501      | 74,09       |        |        |
| Blancs et nuls | Blancs et nuls         | Blancs et nuls | 509          | 2,25         | 741         | 3,15        |        |        |
| Exprimés | Exprimés               | Exprimés       | 22 133       | 97,75        | 22 760      | 96,85       |        |        |
| * Liste du maire sortant |                        |                |              |              |             |             |        |        |

### Élection municipale de 2008
| Tête de liste               | Tête de liste         | Liste          | Premier tour | Premier tour | Second tour | Second tour | Sièges | Sièges |
| Tête de liste               | Tête de liste         | Liste          | Voix         | %            | Voix        | %           | CM     |        |
| --------------------------- | --------------------- | -------------- | ------------ | ------------ | ----------- | ----------- | ------ | ------ |
|                             | François Commeinhes * | UMP            | 8 899        | 41,95        | 11 889      | 52,93       | 30     |        |
| Pour Sète d'un même élan    |                       |                | 8 899        | 41,95        | 11 889      | 52,93       | 30     |        |
|                             | François Liberti      | PCF (FG)       | 7 318        | 34,50        | 10 573      | 47,07       | 9      |        |
| Tous pour Sète              |                       |                | 7 318        | 34,50        | 10 573      | 47,07       | 9      |        |
|                             | André Lubrano         | PS-Verts       | 2 546        | 12,00        |             |             |        |        |
| Sète à vivre                |                       |                | 2 546        | 12,00        |             |             |        |        |
|                             | Philippe Sans         | MoDem          | 1 528        | 7,20         |             |             |        |        |
| Sète à vous... maintenant ! |                       |                | 1 528        | 7,20         |             |             |        |        |
|                             | Guy Virduci           | DVD            | 922          | 4,35         |             |             |        |        |
| J'aime Sète                 |                       |                | 922          | 4,35         |             |             |        |        |
|                             |                       |                |              |              |             |             |        |        |
| Inscrits                    | Inscrits              | Inscrits       | 30 902       | 100,00       | 30 891      | 100,00      |        |        |
| Abstentions                 | Abstentions           | Abstentions    | 8 954        | 28,98        | 7 434       | 24,07       |        |        |
| Votants                     | Votants               | Votants        | 21 948       | 71,02        | 23 457      | 75,93       |        |        |
| Blancs ou nuls              | Blancs ou nuls        | Blancs ou nuls | 735          | 3,35         | 995         | 4,24        |        |        |
| Exprimés                    | Exprimés              | Exprimés       | 21 213       | 96,65        | 22 462      | 95,76       |        |        |
| * Liste du maire sortant    |                       |                |              |              |             |             |        |        |

### Élection municipale de 2001
| Tête de liste            | Tête de liste          | Liste           | Premier tour | Premier tour | Second tour | Second tour | Sièges | Sièges |
| Tête de liste            | Tête de liste          | Liste           | Voix         | %            | Voix        | %           | CM     |        |
| ------------------------ | ---------------------- | --------------- | ------------ | ------------ | ----------- | ----------- | ------ | ------ |
|                          | François Liberti *     | PCF             | 8 153        | 42,79        | 10 349      | 47,68       | 10     |        |
|                          | François Commeinhes    | DVD (RPR diss.) | 5 702        | 29,93        | 11 358      | 52,32       | 33     |        |
|                          | Garcia                 | FN              | 1 689        | 8,86         |             |             |        |        |
|                          | Hugues Diener          | DL (Un. d.)     | 1 419        | 7,45         |             |             |        |        |
|                          | Jean-Baptiste Giordano | Verts           | 1 188        | 6,23         |             |             |        |        |
|                          | Nathalie Misiaszek     | DVD             | 903          | 4,74         |             |             |        |        |
|                          |                        |                 |              |              |             |             |        |        |
| Inscrits                 | Inscrits               | Inscrits        | 30 904       | 100,00       | 30 899      | 100,00      |        |        |
| Abstentions              | Abstentions            | Abstentions     | 10 622       | 34,37        | 8 176       | 26,46       |        |        |
| Votants                  | Votants                | Votants         | 20 282       | 65,63        | 22 723      | 73,54       |        |        |
| Blancs ou nuls           | Blancs ou nuls         | Blancs ou nuls  | 1 228        | 6,05         | 1 016       | 4,47        |        |        |
| Exprimés                 | Exprimés               | Exprimés        | 19 054       | 93,95        | 21 707      | 95,53       |        |        |
| * Liste du maire sortant |                        |                 |              |              |             |             |        |        |

### Élection municipale partielle de 1996
| Tête de liste            | Tête de liste    | Liste            | Premier tour | Premier tour | Second tour | Second tour | Sièges |
| Tête de liste            | Tête de liste    | Liste            | Voix         | %            | Voix        | %           | CM     |
| ------------------------ | ---------------- | ---------------- | ------------ | ------------ | ----------- | ----------- | ------ |
|                          | François Liberti | PCF-PS (Un. g.)  | 10 428       | 46,37        | 12 519      | 52,40       | 33     |
|                          | Yves Marchand *  | UDF-RPR (Un. d.) | 9 601        | 42,69        | 11 372      | 47,60       | 10     |
|                          | Myriam Roques    | FN               | 1 907        | 8,48         |             |             |        |
|                          | Francis Cazes    | DIV              | 554          | 2,46         |             |             |        |
|                          |                  |                  |              |              |             |             |        |
| Inscrits                 | Inscrits         | Inscrits         | 30 777       | 100,00       | 30 759      | 100,00      |        |
| Abstentions              | Abstentions      | Abstentions      | 7 712        | 25,06        | 5 946       | 19,33       |        |
| Votants                  | Votants          | Votants          | 23 065       | 74,94        | 24 813      | 80,67       |        |
| Blancs ou nuls           | Blancs ou nuls   | Blancs ou nuls   | 575          | 2,49         | 922         | 3,71        |        |
| Exprimés                 | Exprimés         | Exprimés         | 22 490       | 97,51        | 23 891      | 96,28       |        |
| * Liste du maire sortant |                  |                  |              |              |             |             |        |

### Élection municipale de 1995
| Tête de liste            | Tête de liste    | Liste            | Premier tour | Premier tour | Second tour | Second tour | Sièges | Sièges |
| Tête de liste            | Tête de liste    | Liste            | Voix         | %            | Voix        | %           | CM     |        |
| ------------------------ | ---------------- | ---------------- | ------------ | ------------ | ----------- | ----------- | ------ | ------ |
|                          | Yves Marchand *  | UDF-RPR (Un. d.) | 8 049        | 37,48        | 9 920       | 43,17       | 31     |        |
|                          | François Liberti | PCF-PS (Un. g.)  | 7 065        | 32,89        | 9 846       | 42,85       | 9      |        |
|                          | Jacques Grossi   | DVG              | 4 694        | 21,85        | 3 211       | 13,97       | 3      |        |
|                          | Jacques Pons     | DVD-FN           | 1 231        | 5,73         |             |             |        |        |
|                          | Francis Cazes    | DIV              | 439          | 2,04         |             |             |        |        |
|                          |                  |                  |              |              |             |             |        |        |
| Inscrits                 | Inscrits         | Inscrits         | 30 427       | 100,00       | 30 420      | 100,00      |        |        |
| Abstentions              | Abstentions      | Abstentions      | 8 432        | 27,71        | 6 811       | 22,39       |        |        |
| Votants                  | Votants          | Votants          | 21 995       | 72,29        | 23 609      | 77,61       |        |        |
| Blancs ou nuls           | Blancs ou nuls   | Blancs ou nuls   | 517          | 2,35         | 632         | 2,68        |        |        |
| Exprimés                 | Exprimés         | Exprimés         | 21 478       | 97,65        | 22 977      | 97,32       |        |        |
| * Liste du maire sortant |                  |                  |              |              |             |             |        |        |

### Élection municipale de 1989
| Tête de liste            | Tête de liste    | Liste            | Premier tour | Premier tour | Second tour | Second tour | Sièges | Sièges |
| Tête de liste            | Tête de liste    | Liste            | Voix         | %            | Voix        | %           | CM     |        |
| ------------------------ | ---------------- | ---------------- | ------------ | ------------ | ----------- | ----------- | ------ | ------ |
|                          | Yves Marchand *  | UDF-RPR (Un. d.) | 9 491        | 42,67        | 12 221      | 52,12       | 30     |        |
|                          | Jean Lacombe     | PS               | 5 515        | 24,79        | 11 225      | 47,87       | 9      |        |
|                          | François Liberti | PCF              | 4 886        | 21,96        | 11 225      | 47,87       | 9      |        |
|                          | Pierre Dominguez | FN               | 1 162        | 5,22         |             |             |        |        |
|                          | Thierry Vromet   | Verts            | 805          | 3,61         |             |             |        |        |
|                          | Le Sausse        | DIV              | 381          | 1,71         |             |             |        |        |
|                          |                  |                  |              |              |             |             |        |        |
| Inscrits                 | Inscrits         | Inscrits         | 29 089       | 100,00       | 29 084      | 100,00      |        |        |
| Abstentions              | Abstentions      | Abstentions      | 6 467        | 22,23        | 4 983       | 17,13       |        |        |
| Votants                  | Votants          | Votants          | 22 622       | 77,77        | 24 101      | 82,87       |        |        |
| Nuls                     | Nuls             | Nuls             | 382          | 1,31         | 655         | 2,25        |        |        |
| Exprimés                 | Exprimés         | Exprimés         | 22 240       | 76,46        | 23 446      | 80,61       |        |        |
| * Liste du maire sortant |                  |                  |              |              |             |             |        |        |

### Élection municipale partielle de 1984
|                          | Yves Marchand *  | UDF-RPR (Un. opp.)  | 12 761 | 53,12  | 30 |  |  |  |
|                          | Gilbert Martelli | PCF-PS-MRG (Un. g.) | 11 258 | 46,87  | 9  |  |  |  |
|                          |                  |                     |        |        |    |  |  |  |
| Inscrits                 | Inscrits         | Inscrits            | 29 032 | 100,00 |    |  |  |  |
| Abstentions              | Abstentions      | Abstentions         | 4 450  | 15,33  |    |  |  |  |
| Votants                  | Votants          | Votants             | 24 582 | 84,67  |    |  |  |  |
| Nuls                     | Nuls             | Nuls                | 543    | 1,87   |    |  |  |  |
| Exprimés                 | Exprimés         | Exprimés            | 24 019 | 82,73  |    |  |  |  |
| * Liste du maire sortant |                  |                     |        |        |    |  |  |  |

### Élection municipale de 1983
| Tête de liste            | Tête de liste      | Liste              | Premier tour | Premier tour | Second tour | Second tour | Sièges | Sièges |
| Tête de liste            | Tête de liste      | Liste              | Voix         | %            | Voix        | %           | CM     |        |
| ------------------------ | ------------------ | ------------------ | ------------ | ------------ | ----------- | ----------- | ------ | ------ |
|                          | Yves Marchand      | UDF-RPR (Un. opp.) | 9 205        | 42,43        | 11 394      | 50,21       | 30     |        |
|                          | Gilbert Martelli * | PCF                | 7 328        | 33,78        | 11 298      | 49,78       | 9      |        |
|                          | Jean Lacombe       | PS-MRG             | 5 157        | 23,77        | 11 298      | 49,78       | 9      |        |
|                          |                    |                    |              |              |             |             |        |        |
| Inscrits                 | Inscrits           | Inscrits           | 29 463       | 100,00       | 29 451      | 100,00      |        |        |
| Abstentions              | Abstentions        | Abstentions        | 7 260        | 24,64        | 6 129       | 20,81       |        |        |
| Votants                  | Votants            | Votants            | 22 203       | 75,36        | 23 323      | 79,19       |        |        |
| Nuls                     | Nuls               | Nuls               | 513          | 1,74         | 631         | 2,14        |        |        |
| Exprimés                 | Exprimés           | Exprimés           | 21 690       | 73,62        | 22 692      | 77.05       |        |        |
| * Liste du maire sortant |                    |                    |              |              |             |             |        |        |

### Élection municipale de 1977
| Tête de liste            | Tête de liste      | Liste                           | Premier tour | Premier tour | Sièges | Sièges |
| Tête de liste            | Tête de liste      | Liste                           | Voix         | %            | CM     |        |
| ------------------------ | ------------------ | ------------------------------- | ------------ | ------------ | ------ | ------ |
|                          | Gilbert Martelli * | PCF-PS-MRG-Gaull. opp. (Un. g.) | 11 644       | 53,10        | 31     |        |
|                          | Yves Marchand      | CDS-RI-RPR-Rad. (Un. d.)        | 10 282       | 46,89        |        |        |
|                          |                    |                                 |              |              |        |        |
| Inscrits                 | Inscrits           | Inscrits                        | 27 453       | 100,00       |        |        |
| Abstentions              | Abstentions        | Abstentions                     | 4 961        | 18,07        |        |        |
| Votants                  | Votants            | Votants                         | 22 492       | 81,93        |        |        |
| Exprimés                 | Exprimés           | Exprimés                        | 21 926       | 79,86        |        |        |
| * Liste du maire sortant |                    |                                 |              |              |        |        |